# Adewale Akinnuoye-Agbaje
Adewale Akinnuoye-Agbaje (Islington, 22 augustus 1967) is een Engels acteur. Hij speelde in verschillende internationale producties, zoals  de series Oz (als Simon Adebisi) en Lost (als Mr. Eko).

## Biografie
Adewale Akinnuoye-Agbaje is geboren in Islington, Engeland. Hij heeft vier zussen en hij spreekt 4 talen vloeiend, namelijk Engels, Italiaans, Swahili en Yoruba, wat de taal van zijn ouders is.
Nadat hij in drie films had gespeeld, kwam zijn doorbraak Simon Adebisi in de serie Oz. Hij speelde ook Mr. Eko in de serie Lost. Hij is nu bezig met zijn nieuwste project: Horton Hears a Who!.